# نوكيا C3-01
C3-01 (بالإنجليزية: C3-01)‏ هو هاتف محمول من نوكيا، تم طرحه في الأسواق في الربع الرابع من عام 2010.

## الخصائص
- الشاشة: إل سي دي
- الوزن: 100 غرام
- j الذاكرة: 30 ميجابايت